# Zašovice
Zašovice (in tedesco Zaschowitz) è un comune ceco situato nel distretto di Třebíč, nella regione di Vysočina.